# Aristida paoliana
Aristida paoliana är en gräsart som först beskrevs av Emilio Chiovenda, och fick sitt nu gällande namn av Johannes Jan Theodoor Henrard. Aristida paoliana ingår i släktet Aristida och familjen gräs.
Artens utbredningsområde är Somalia. Inga underarter finns listade i Catalogue of Life.